# Cardoso (ort i Brasilien, São Paulo, Cardoso)
Cardoso är en ort i Brasilien.   Den ligger i kommunen Cardoso och delstaten São Paulo, i den södra delen av landet, 500 km söder om huvudstaden Brasília. Cardoso ligger 429 meter över havet och antalet invånare är 10 556.
Terrängen runt Cardoso är platt. Runt Cardoso är det glesbefolkat, med 19 invånare per kvadratkilometer..
Omgivningarna runt Cardoso är en mosaik av jordbruksmark och naturlig växtlighet.